# Кријумчарење миграната из Средоземног мора-
Кријумчарење миграната из Средоземног мора- Према Уједињеним нацијама, кријумчарење људи је дефинисано као „набавка" у циљу стицања, директно или индиректно, финансијске или друге материјалне користи, од незаконитог уласка особе у државу чланицу чији то лице није држављанин или стални становник. Док су токови миграција долазили и нестајали кроз историју, тренутни бројеви који окружују људска кретања су без преседана. Географски, економски и демографски фактори стварају различите миграционе обрасце и руте током времена. У 2020. години, широм света је било 281 милион међународних миграната, што је чинило 3,6% светске популације. Иако је ово мали проценат укупне популације, број појединаца који бораве у државама изван места где су рођени се више него утростручио од 1970. године. Посматрајући најновије миграцијске догађаје на Медитерану, прелазак мора је био примарни метод који кријумчари користе да уђу у Европу. Од миграционе кризе 2015. године, регион централног Медитерана проглашен је за најсмртоноснију миграциону руту на свету. Скоро 28.000 нерегуларних миграната стигло је у Европу 2024. године, а преко 11.000 је прешло Средоземно море у том процесу.

## Миграциона криза 2015.
Више од 1,3 милиона миграната стигло је до Eвропских обала само 2015. године, а више од 3.500 особа је умрло покушавајући да пређу. Број умрлих је вероватно много већи, јер се претпоставља да постоји велики број појединаца чија тела никада нису извучена из мора. Више од 75 одсто ових миграната бежало је од сукоба присутних у Сирији, Авганистану и Ираку. Главни фактори који су допринели томе могу се пратити до 2011. године с почетком Арапског пролећа и ратова великих размера на Блиском истоку. У 2016. години више од 1,3 милиона појединаца затражило је азил у ЕУ, Норвешкој и Швајцарској, што је више него удвостручило претходни рекорд који је постављен 1992. године.

## Миграциони путеви
Већина миграната користи сличне методе и путеве за улазак у Европу. Једна од најфреквентнијих рута је морски прелаз из Либије у Италију, при чему безбедност није загарантована. Од 1988. године, преко 20.000 особа је умрло покушавајући да пређе овај део Медитерана. Да би расветлили ово питање, званичници су покушали да стекну увид у операције и руте кријумчарских мрежа које профитирају од жеље да стигну до Европе. Процењује се да је кријумчарење медитеранских миграната подземно тржиште вредно више милијарди долара, преко које се процењује да се користи 90% нерегуларних долазака у Европу.
Постоји неколико миграционих путева преко Медитерана, и сваки представља своје изазове и опасности. Западномедитеранска рута између Марока и Шпаније била је примарна улазна тачка за мигранте из Северне Африке и Подсахаре. Међутим, дошло је до опадања коришћења ове руте због тога што земље примењују строже мере спровођења. Мигранти који користе Централну руту полазе из Либије и имају за циљ да чамцем стигну до обала Малте или јужне Италије. Источномедитеранска рута је повећана од 2015. године, посебно од стране појединаца из ратом разорених земаља, попут Сирије и Авганистана. Сваки начин доласка носи своје ризике, али централно-медитеранска рута се истиче као најсмртоноснија, одневши на хиљаде живота годишње.

## Кријумчарење миграната
У мигрантским заједницама, кријумчарење се често сматра неопходним средством за постизање сигурности и могућности у Европи. Кријумчари су приказани као пружаоци услуга, олакшавајући путовања која би иначе за многе било немогуће сами да остваре. Величина средоземне миграције је велика, са преко 100.000 појединаца који посебно користе централно-медитеранску руту сваке године. Већина су одрасли мушкарци, иако је повећан број миграната који су малолетници без пратње. Ове особе су првенствено дечаци тинејџери, али се мали број младих девојака такође прокријумчари овим путевима сваке године.
Профил кријумчара је разнолик, у распону од локалних оперативаца до већих транснационалних мрежа које користе лабаве споразуме да би олакшале међусобну сарадњу. Иако у послу доминирају мушкарци, жене такође играју значајну улогу у запошљавању и логистичком раду. Накнаде за услуге кријумчарења варирају у зависности од фактора, као што су држављанство, пол, старост и економски статус. Цена путовања креће се од само неколико стотина евра до хиљаде евра по особи. Кријумчарске операције само у Либији доносе стотине милиона евра годишње, наглашавајући размере овог подземног економског тржишта широм Медитерана.
Мреже кријумчарења показују прилагодљивост и отпорност суочених с повећаним напорима спровођења, а њихове замршености се често не разумеју. Ове мреже су веома флексибилне и ефикасно раде на тржишту појединаца који се стално мењају који желе да напусте своје земље порекла. Често су састављене од независних и породичних организација које се удружују на кратке периоде како би обавиле свој задатак. Док неки мигранти ангажују кријумчаре да им помогну само на посебно тешком делу њиховог путовања, други су ангажовани да помогну на сваком кораку. Обе су плаћене услуге које се односе на превоз, фалсификовање документације и смештај. Већина миграната плаћа у ходу, што значи да крајње одредиште није унапред одређено, а правац и брзина њиховог проласка зависе од тога колико брзо могу да плате оно што кријумчари траже. Други финансирају у потпуности унутар земље порекла пре него што кријумчар организује услуге потребне да их доведе до жељеног одредишта. Они који преживе транспорт су често они који промовишу његов наставак, јер ће охрабрити пријатеље и породицу да искористе сличне методе за улазак у Европу.
Студија из 2018. наглашава децентрализовану природу операција кријумчарења на Медитерану, посебно између Либије и италијанског острва Лампедуза. Прислушкивани разговори открили су ланац кријумчарења који повезује Рог Африке са Северном Европом, а који се састоји од 292 особе. Већина кријумчара били су мушкарци, а примарне улоге су биле „организатор“ или „помоћник“. Платним системима је недостајала централизација, ослањајући се на неформалне трансфере новца. Мреже за кријумчарење миграната су такође повезане са многим другим ланцима организованог криминала, укључујући трговину људима и прање новца. Из спектра понуђених услуга процењује се да је годишњи промет од шверца само у 2015. години достигао 3-6 милијарди евра, али неки сматрају да је та цифра много већа. Децентрализација мрежа кријумчарења представља изазов за власти, захтевајући координиране напоре, размену информација, копнене политике и ангажовање са свим земљама дуж руте.

## Опасности
Ови преласци преко мора су опасни, јер мигранти често плаћају унапред и морају чекати неколико дугих периода чекања из често неоткривених разлога. За то време, мигранти остају у скривеним кућама где се могу суочити с експлоатацијом и насиљем без ресурса који би им помогли. Ако буду ухваћени, притворски центри у Либији посебно садрже ужасне услове и услове опасне по живот. Ако мигранти стигну да оду са обале, путовање преко мора је опасно. Често добијају минималне информације о ризицима који су укључени, мигранти се суочавају са изузетном опасношћу од пренатрпаних и неспособних пловила, недостатка хране и воде и могућности да се изгубе на мору.

## Критике и предложена решења
Многи светски лидери су критиковали Турску због њене лабаве политике против кријумчарења људи. Председник Грчке Прокопис Павлопулос рекао је: „Снажно се бојим да турски шверцери имају подршку власти, посебно граничних власти које се понашају као да ништа нису виделе”. Други критичари кризе кријумчарења људи на Медитерану кажу да се проблем наставља због неуједначених напора европских земаља да зауставе кријумчаре. Председник Европског института Кристоф Зеленберг изјавио је: „Позивањем [људи], али затварањем свих стаза, ми у основи градимо пословни модел за трговце људима”. Франсоа Крепо, специјални известилац Уједињених нација, предлаже шта је потребно: „Да државе преузму тржиште мобилности из руку кријумчара нудећи безбедна, легална и јефтина решења за мобилност многима, и да изграде отворен, али контролисан режим мобилности током једне генерације”.
Таласи пресељења ће се и даље појављивати у будућности, тако да потреба за реформом политике у вези с кријумчарењем миграната из Средоземног мора остаје горућа ствар. Догађаји као што су они из 2015. постаће све чешћи јер питања попут климатских промена постају све хитнија и подстичу појединце да траже боље услове живота и економски просперитет.